# Beatriz dos Reis
Beatriz Rodrigues dos Reis – brazylijska zapaśniczka walcząca w stylu wolnym. Brązowa medalistka mistrzostw Ameryki Południowej w 2019. Wicemistrzyni panamerykańska juniorów w 2018 roku.